# Fall River Pass Ranger Station
La Fall River Pass Ranger Station est une station de rangers du comté de Larimer, au Colorado, dans le centre des États-Unis. Construite en 1922 au col Fall River, dans la Front Range des montagnes Rocheuses et au sein du parc national de Rocky Mountain, elle présente l'architecture rustique du National Park Service. Elle est inscrite au Registre national des lieux historiques depuis le 29 janvier 1988.